# Piedras Negras (kommun)
Piedras Negras är en kommun i Mexiko.   Den ligger i delstaten Coahuila, i den norra delen av landet, 1 000 km norr om huvudstaden Mexico City. Arean är 914 kvadratkilometer.
Terrängen i Piedras Negras är platt.
Följande samhällen finns i Piedras Negras:
- Piedras Negras
- Centro de Readaptación Social Piedras Negras
- Fraccionamiento Villa Real